# Lover (canção)
"Lover" é uma canção da cantora estadunidense Taylor Swift, gravada para seu sétimo álbum de estúdio homônimo. Swift escreveu a canção sozinha e co-produziu com Jack Antonoff. A canção foi gravada no estúdio Electric Lady em Nova Iorque, nos Estados Unidos. A faixa foi lançada em 16 de agosto de 2019, através da Republic Records, como o terceiro single de Lover. Com o objetivo de criar uma canção de amor atemporal, Swift escreveu a faixa sobre uma relação íntima e comprometida. A maneira como os casais recém-casados personalizam seus votos matrimoniais inspirou a ponte, que se baseia na rima nupcial "Something old". A canção combina country e indie folk ao longo de um ritmo de valsa. Tem uma produção balada de influência retrô conduzida por guitarra acústica que consiste em caixas, piano, cordas de pizzicato e vocais saturados em reverberação.
Swift e Drew Kirsch dirigiram o vídeo musical, que foi lançado em 22 de agosto e segue um casal que vive dentro de uma casa de bonecas num globo de neve. Foram lançadas três versões alternativas de "Lover"—um remix em dueto com o cantor canadense Shawn Mendes, um remix orquestral baseado na apresentação de Swift no American Music Awards de 2019 com o subtítulo "First Dance Remix", e uma versão ao vivo gravada no concerto de Swift, City of Lover, de 2019.
Os críticos de música elogiaram "Lover" pelo que eles pensaram ser letras emocionalmente envolventes e uma produção romântica; muitos apreciaram a produção que lembra os primeiros álbuns de Swift. Publicações como Billboard, Complex e Pitchfork apresentaram a canção em suas listas de final de ano de 2019. Foi a primeira faixa escrita unicamente por Swift indicada para Canção do Ano no Grammy Awards de 2020, e seu vídeo recebeu duas indicações ao MTV Video Music Awards de 2020. O single alcançou o top nas paradas da Austrália, Canadá, Estados Unidos, Irlanda, Líbano, Nova Zelândia e Singapura, e recebeu certificações de multi-platina nos três primeiros países.

## Antecedentes e produção

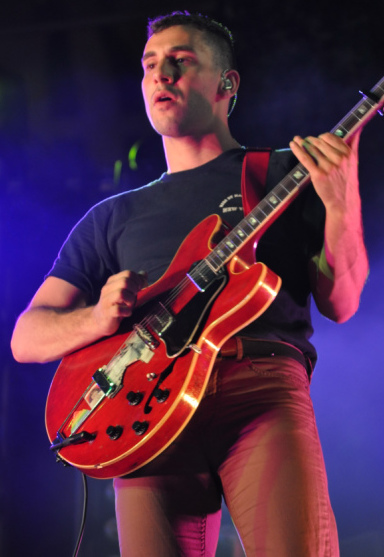
Jack Antonoff (foto) co-produziu "Lover".

A cantora e compositora estadunidense Taylor Swift descreveu seu sétimo álbum de estúdio, Lover, como uma "carta de amor para o amor" que transmite um espectro emocional "através de um olhar apaixonado". O álbum levou menos de três meses para ser gravado; a gravação terminou em fevereiro de 2019. Lançado em 23 de agosto de 2019, através da Republic Records, Lover se baseia musicalmente no pop rock e no synth-pop inspirados nos anos 1980. Suas canções exploram muitos aspectos da personalidade de Swift e transmitem sua libertação emocional para abraçar possibilidades futuras, renunciando às fofocas da mídia e temas inspirados em celebridades em seu álbum anterior, Reputation (2017). O músico Jack Antonoff, que trabalhou com Swift em seus dois álbuns de estúdio anteriores (1989 e Reputation), co-produziu 11 faixas para Lover.
A faixa-título, "Lover", é uma das três canções (ao lado de "Cornelia Street" e "Daylight") do álbum que Swift escreveu sozinha. Ela escreveu "Lover" no piano, tarde da noite, em sua casa em Nashville, Tennessee. Embora ela tenha terminado rapidamente o refrão e o primeiro verso, demorou mais para escrever a ponte, que ela queria que fosse uma "fábula de conto de fadas, transformando-a em uma canção que não foi tão detalhada até aquele momento", sentindo que o os versos não correspondiam às suas expectativas. Para esse fim, ela se inspirou em como os casais recém-casados personalizam seus votos de casamento e descreveu a ponte como muito pessoal e íntima. Swift disse que "Lover" foi a primeira canção de amor "pura" que ela escreveu, da qual se sentiu muito orgulhosa.
Depois de terminar a letra da canção, ela enviou uma mensagem de voz cantarolando-a para Antonoff. No dia seguinte, a intérprete voou para Nova Iorque para trabalhar na composição com o produtor e a engenheira de gravação Laura Sisk, no Electric Lady Studios. Lá, ela tocou a canção no piano para eles; a própria Swift e Antonoff produziram a versão final da obra durante uma sessão de gravação que levou seis horas para ser concluída, usando um efeito de reverberação conhecido como "space echo", uma linha de baixo inspirada em Paul McCartney, um piano "lavado", um mellotron, um violão de doze cordas, bateria ao vivo e uma "caixa batendo muito forte com baquetas". De acordo com as notas do encarte do álbum, Swift e Antonoff são creditados como produtores. Sisk e Antonoff, auxiliados por John Rooney, gravaram a canção. Serban Ghenea, auxiliado por John Hanes, mixou a faixa no MixStar Studios em Virginia Beach, Virgínia.

## Composição
"Lover" é construída sobre um ritmo lento de valsa e um motivo musical de estilo retrô. Swift disse durante a gravação que imaginou a produção soando como "apenas as duas últimas pessoas em uma pista de dança às 3 da manhã balançando". A faixa é conduzida por instrumentos acústicos, principalmente guitarras e percussão. A produção incorpora piano, bateria e vocais reverberados, e cordas de pizzicato simuladas por Mellotron. O ritmo é pontuado por uma caixa estrondosa e uma linha do baixo descrita por Erin Vanderhoff, da Vanity Fair, como "sonora, balançada". Muitos críticos compararam a produção com a música da banda de rock alternativo Mazzy Star, especificamente o seu single de 1993 "Fade into You".
Roisin O'Connor, do The Independent, descreveu a faixa como uma balada acústica suave no estilo dos anos 1960 que mostra Swift experimentando ritmo e métrica. Muitos críticos de música, incluindo Alice Vincent do The Daily Telegraph, Louise Bruton do The Irish Times, e Annie Zaleski do The A.V. Club, caracterizaram "Lover" como uma canção country, com Zaleski descrevendo-a como uma canção country e uma produção indie folk. Vincent e Karen Gwee da NME consideraram a melodia baseada na guitarra de "Lover" um retrocesso aos primeiros álbuns de música country de Swift, com a primeira comentando que é uma "companheira madura" para Fearless (2008) e Speak Now (2010). Nate Jones do Vulture, Nick Levine da NME, e Jon Caramanica do The New York Times descreveram a canção como country alternativo.
Jason Lipshutz, da Billboard, discordou: "'Lover' não é uma canção country, mas certamente acena para a composição simples que marcou grande parte do início da carreira de Swift." No The Atlantic, Spencer Kornhaber disse que a faixa poderia ter sido uma canção country se a produção reduzisse a reverberação. Mikael Wood, do Los Angeles Times, chamou à canção de "dream-folk", e Lindsay Zoladz, do The Ringer, escreveu que o single "não soa como qualquer outra coisa atualmente popular" em qualquer um dos formatos de rádio country ou pop.

## Lançamento

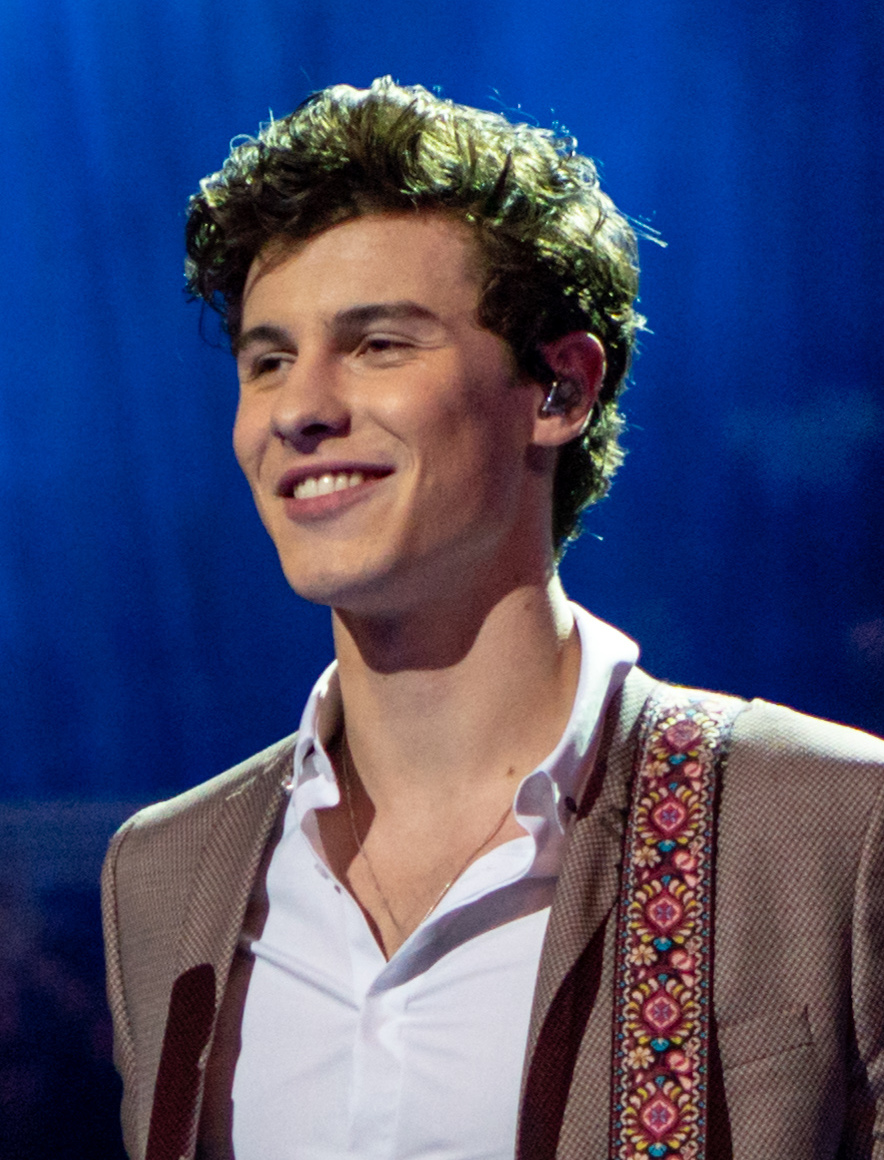
Shawn Mendes (foto) participou de um remix em dueto de "Lover".

Swift deu uma prévia de "Lover" e parte da letra em uma entrevista para a capa da Vogue publicada em 8 de agosto de 2019. Três dias depois, ela anunciou a data de lançamento no Teen Choice Awards de 2019. A Republic Records lançou "Lover" para download digital e streaming em 16 de agosto de 2019. No mesmo dia, um lyric video foi lançado no YouTube; ele mostra a letra da canção projetada em um lençol branco, no qual vídeos caseiros são reproduzidos ao fundo. Em 5 de setembro de 2019, a Billboard informou que "Lover" foi o terceiro single do álbum nas rádios, sendo enviada para formatos de rádios pop e hot AC dos Estados Unidos.
A Republic Records lançou três versões alternativas de "Lover". O primeiro, um remix em dueto com o cantor canadense Shawn Mendes, foi lançado em 13 de novembro de 2019. Mendes contribuiu com versos escritos por ele mesmo. As publicações da mídia elogiaram os versos e os vocais em falsete de Mendes, mas reclamaram que ocasionalmente se tornavam enjoativos. O segundo, um remix com o subtítulo "First Dance Remix", cujo título se refere à dança de abertura de um casal recém-casado em um casamento, foi lançado em 26 de novembro de 2019. Apresentando um arranjo orquestral usado na apresentação de Swift no American Music Awards de 2019, recebeu críticas positivas por sua atmosfera de salão. A terceira, uma versão ao vivo com o subtítulo "Live at Paris", gravada no concerto de Swift, City of Lover, foi lançada em 17 de maio de 2020.

## Crítica profissional
"Lover" recebeu críticas positivas dos críticos de música, em comparação com a recepção morna dos singles otimistas que Swift havia lançado anteriormente. Eles elogiaram o que descreveram como letras íntimas e uma produção romântica. Jay Willis, da GQ, em uma resenha ao álbum Lover, chamou a canção de "a melhor história de amor" que Swift já produziu. Muitos críticos elogiaram "Lover" como uma prova dos talentos de Swift como cantora e compositora, com Abby Aguirre da Vogue descrevendo a canção como uma "pepita romântica e assombrosa [...] de cantora e compositora". O crítico do Slate, Carl Wilson, achou a composição "repleta com as pequenas reviravoltas da frase e detalhes ampliados que tornam as melhores canções de Swift tão rápidas". Alexandra Pollard, do The Independent, chamou isso de um lembrete da habilidade de Swift de "destilar a paixão em algo específico e universal".
A produção foi outro ponto de elogio. Zoladz disse que "Lover", que ela considerou o melhor single do álbum, não tinha potencial comercial porque soou como um outlier na rádio, mas por uma boa razão: "Está destinada a mais espaços sagrados, como fones de ouvido, passeios de carro solitários para casa depois de deixar alguém no aeroporto, e primeiras danças em casamentos". Bruton e Vincent descreveram a romântica "névoa em tons de sépia" como uma direção artística acolhedora para Swift após as "palmas confusas e tons vingativos" direcionados à sua imagem na mídia em Reputation. Katie Alice Greer, da NPR, e Nora Princiotti, do The Boston Globe elogiaram a ponte, com a primeira acrescentando que a caixa era seu som favorito no álbum. Wilson elogiou a "autoconfiança musical" que faz de "Lover" uma faixa atraente, e o crítico do Toronto Star, Ben Rayner, opinou que a produção simplificada, em comparação com outras faixas animadas do álbum, destaca os vocais de Swift e faz dela um destaque.

## Vídeo musical
O vídeo musical de "Lover", dirigido por Swift e Drew Kirsch, estreou no YouTube em 22 de agosto de 2019, horas antes do lançamento do álbum. Christian Owens, um dançarino nas turnês The 1989 World Tour e Reputation Stadium Tour de Swift, estrela como o protagonista masculino. O vídeo foi filmado em um set em Hollywood, Los Angeles. De acordo com Swift, seu conceito foi inspirado na letra "You two are dancing in a snow globe round and round" da canção "You Are in Love", uma canção sobre dois melhores amigos apaixonados, contida no álbum de Swift, 1989.
O vídeo começa com uma criança recebendo um globo de neve de presente no dia de Natal, antes de focar na casa de bonecas dentro do globo de neve. Swift e Owens retratam um casal que mora na casa, que tem sete cômodos de cores distintas. Cada um apresenta cenas da vida doméstica do casal através dos altos e baixos de seu amor. Por exemplo, a sala verde mostra o personagem de Swift tocando bateria, a sala amarela apresenta o casal jogando jogos de tabuleiro, a sala azul tem um aquário gigante no qual o casal nada e um sótão é onde eles relembram assistindo a vídeos caseiros. No final, a criança que recebe o globo de neve é revelada como filha do casal. O vídeo inclui easter eggs para muitas das outras canções de Swift. Os meios de comunicação receberam bem a atmosfera romântica e sonhadora do vídeo; Mary Elizabeth Andriotis, da Teen Vogue, comparou a cinematografia aos filmes do diretor Wes Anderson.

## Apresentações ao vivo ecovers

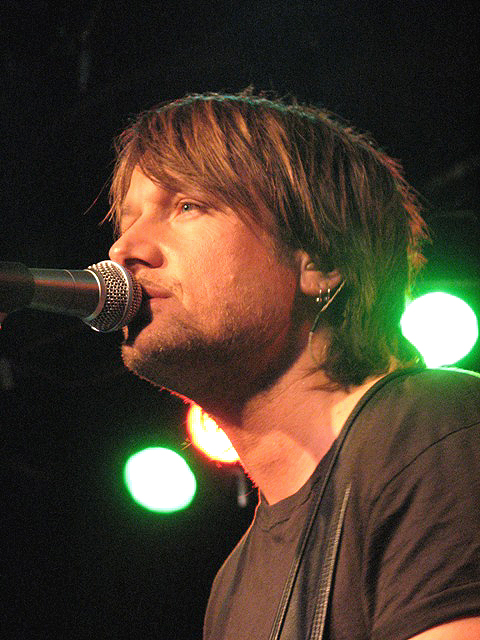
O cover de Keith Urban (foto) de "Lover" na Washington State Fair foi indicado para Melhor Cover no iHeartRadio Music Awards de 2020.

Swift cantou "Lover" ao vivo em várias ocasiões durante a promoção do álbum em 2019. Ela a cantou pela primeira vez como parte de um medley com "You Need to Calm Down" no MTV Video Music Awards de 2019, em 26 de agosto; ela tocou a canção em um violão rosa e foi cercada por luzes azuis e uma lua pairando. Ela cantou "Lover" como parte de um mini-concerto realizado no Live Lounge da BBC Radio 1, que estreou em 2 de setembro. Em 9 de setembro, ela a incluiu no repertório de seu show único, City of Lover, em Paris, França. Em outubro, ela cantou a canção no Saturday Night Live, onde cantou uma versão simplificada no piano, no Tiny Desk Concert para a NPR Music, e no show beneficente We Can Survive em Los Angeles, Califórnia. Em 10 de novembro, Swift cantou a faixa no piano no Alibaba Singles' Day Gala em Xangai, China.
No American Music Awards de 2019 em 24 de novembro, onde Swift foi homenageada como Artista da Década, ela apresentou um medley de singles selecionados, que incluíam "Lover" com um arranjo orquestral. Durante a canção, Swift tocou e cantou no piano, vestindo uma capa rosa com detalhes dourados, enquanto Misty Copeland e Craig Hall apresentavam um balé. Chris Willman, da Variety, selecionou o medley de Swift como o destaque mais memorável da noite, opinando que a exuberante atmosfera orquestral carregada de cordas e a performance de balé elevaram o show a um ponto alto. O arranjo orquestral foi incorporado à faixa original, lançada como "First Dance Remix". Em dezembro, ela cantou a canção no Jingle Bell Ball 2019 da Capital FM em Londres, Reino Unido, e no Jingle Ball do iHeartRadio Z100 em Nova Iorque. Em 14 de dezembro, Swift cantou a canção no final de Strictly Come Dancing da BBC One.
O músico country Keith Urban fez um cover de "Lover" em seu show na Washington State Fair em 31 de agosto de 2019. Ele demonstrou gratidão por "Lover", que descreveu como "tão primorosamente escrita [...] maravilhosamente trabalhada" que o fez apreciar a "arte de fazer música", nas redes sociais, e após a apresentação disse que gostaria de ter composto a canção. O cover de Urban foi indicado para Melhor Cover no IHeartRadio Music Awards de 2020. Em 4 de março de 2020, o cantor irlandês Niall Horan e o cantora estadunidense Fletcher lançaram uma versão cover da canção, intitulada "Lover - Recorded at Air Studios, London", exclusivamente no Spotify. Os críticos descreveram o cover como uma power ballad que combina estilos de rock como pop rock e arena rock, com guitarras elétricas, acordes de teclado e bateria alta. Em sua decisão de fazer um cover de "Lover", Horan a elogiou como um "clássico" e expressou admiração pela música de Swift.

## Prêmios e indicações
No 62.º Grammy Awards em 2020, "Lover" foi indicada para Canção do Ano, tornando-se a quarta indicação de Swift na categoria depois de "You Belong with Me" (2010), "Shake It Off" (2015) e "Blank Space" (2016), e sua primeira composição solo a ser indicada. Perdeu para "Bad Guy", escrita por Billie Eilish e Finneas O'Connell. No Nashville Songwriter Awards 2020, organizado pela Nashville Songwriters Association International, "Lover" foi listada entre as "10 canções que eu gostaria de ter escrito". O single foi uma das "10 Canções de Ouro Internacionais" concedidas no RTHK International Pop Poll Awards de Hong Kong, e o remix de Shawn Mendes foi indicado para Melhor Remix no IHeartRadio Music Awards de 2020.
Em 2021, a Broadcast Music, Inc. durante o BMI Pop Awards homenageou "Lover" como uma das 50 canções mais executadas ao longo do ano, com base no desempenho de airplay e streaming. O vídeo musical ganhou o prêmio de Melhor Design de Produção em Vídeo no MVPA Awards, e recebeu indicações para Vídeo Internacional Favorito no Myx Music Awards das Filipinas, e Melhor Vídeo Musical e Melhor Cinematografia no festival de cinema Camerimage da Polônia. No MTV Video Music Awards de 2020, "Lover" foi indicado para Melhor Vídeo de Pop e Melhor Direção de Arte. Kurt Gefke, designer de produção do vídeo, recebeu uma indicação na categoria "Formato Curto" no ADG Excellence in Production Design Awards.

## Créditos
| Todo o processo de elaboração de "Lover" atribui os seguintes créditos: Locais de gravação - Gravada no estúdio Electric Lady em Nova Iorque, nos Estados Unidos; - Mixada no MixStar Studios em Virginia Beach, Virgínia; - Masterizada no Sterling Sound em Nova Iorque, Estados Unidos. Equipe - Taylor Swift — vocalista principal, composição, produção - Jack Antonoff — produção, programação, engenharia de gravação, violão, baixo, piano, teclado, bateria, percussão - Serban Ghenea — mixagem - John Hanes — engenharia de mixagem - Laura Sisk — engenharia de gravação - John Rooney — assistente de engenharia de gravação - Randy Merrill — masterização | Todo o processo de elaboração de "Lover (Remix)" atribui os seguintes créditos: Equipe - Taylor Swift — vocalista principal, composição, produção - Shawn Mendes — vocalista participante, composição - Jack Antonoff — produtor, programador, engenheiro de gravação, violão, baixo, piano, teclado, bateria, percussão - Serban Ghenea — mixagem - John Hanes — engenharia de mixagem - Laura Sisk — engenharia de gravação - John Rooney — assistente de engenharia de gravação - Mike Gnocato — engenharia vocal - Scott Harris — composição - George Seara — engenharia vocal - Zubin Thakkar — produção vocal |

## Desempenho comercial
Nos Estados Unidos, "Lover" estreou no topo da parada Hot Digital Songs da Billboard com 35.000 cópias digitais vendidas na primeira semana, dando a Swift seu 18.º single no topo da parada e estendendo seu recorde como a artista com o maior número de canções na Hot Digital Songs. Na parada Billboard Hot 100 na semana de 31 de agosto de 2019, estreou no número 19. Depois que seu vídeo musical foi lançado, a canção subiu para a décima posição na semana seguinte, tornando-se o terceiro single de Lover no top 10 e a 25.ª entrada de Swift no top 10 da parada. Ela passou um total de 22 semanas na Hot 100. Nas paradas de airplay da Billboard, o single alcançou a sexta posição no Adult Top 40, 10 no Adult Contemporary, e 16 no Mainstream Top 40. A Recording Industry Association of America, em outubro de 2020, certificou "Lover" com platina dupla por ultrapassar dois milhões de unidades com base em vendas e streaming.
"Lover" alcançou o top 20 nas paradas de singles de outros países de língua inglesa, alcançando o número três na Austrália e na Nova Zelândia, número sete no Canadá, número nove na Irlanda, número 12 na Escócia, e número 14 no Reino Unido. O single recebeu certificado de platina pela British Phonographic Industry, platina dupla pela Australian Recording Industry Association, e platina tripla pela Music Canada. Em outros países, "Lover" alcançou o número 14 na parada de airplay da Polônia e recebeu certificado de platina pela Związek Producentów Audio Video; também alcançou o top cinco no Líbano e Singapura, e top 20 na Lituânia, Letônia, e Estônia, e recebeu certificado de platina pela Associação Fonográfica Portuguesa em Portugal.
| Parada (2019-2020)                            | Melhor posição |
| --------------------------------------------- | -------------- |
| Alemanha (Offizielle Deutsche Charts)         | 61             |
| Austrália (ARIA)                              | 3              |
| Áustria (Ö3 Austria Top 75)                   | 47             |
| Bélgica (Ultratop 50 da Valônia)              | 39             |
| Bélgica (Ultratop 50 de Flandres)             | 16             |
| Canadá (Canadian Hot 100)                     | 7              |
| Canadá (Billboard AC)                         | 17             |
| Canadá (Billboard CHR/Top 40)                 | 16             |
| Canadá (Billboard Hot AC)                     | 9              |
| Croácia (HRT)                                 | 39             |
| Escócia (Scottish Singles Chart)              | 12             |
| Eslováquia (Singles Digitál Top 100)          | 18             |
| Espanha (PROMUSICAE)                          | 87             |
| Estados Unidos (Billboard Hot 100)            | 10             |
| Estados Unidos (Billboard Adult Contemporary) | 10             |
| Estados Unidos (Billboard Adult Top 40)       | 6              |
| Estados Unidos (Billboard Mainstream Top 40)  | 16             |
| Estónia (Eesti Ekspress)                      | 16             |
| Europa (Billboard Euro Digital Song Sales)    | 10             |
| Grécia (IFPI International)                   | 15             |
| Hungria (Stream Top 40)                       | 20             |
| Irlanda (IRMA)                                | 9              |
| Itália (FIMI)                                 | 87             |
| Japão (Japan Hot 100)                         | 76             |
| Letónia (LAIPA)                               | 14             |
| Líbano (OLT20)                                | 5              |
| Lituânia (AGATA)                              | 13             |
| México (Billboard Mexico Airplay)             | 26             |
| Nova Zelândia (Recorded Music NZ)             | 3              |
| Países Baixos (Single Top 100)                | 79             |
| Polónia (Polish Airplay Top 100)              | 14             |
| Portugal (AFP)                                | 42             |
| Reino Unido (UK Singles Chart)                | 14             |
| República Checa (Rádio Top 100)               | 66             |
| República Checa (Singles Digitál Top 100)     | 13             |
| Singapura (RIAS)                              | 2              |
| Suécia (Sverigetopplistan)                    | 37             |
| Suíça (Schweizer Hitparade)                   | 52             |

| Parada (2019)                     | Melhor posição |
| --------------------------------- | -------------- |
| Lituânia (AGATA)                  | 26             |
| Malásia (RIM)                     | 20             |
| Nova Zelândia (Recorded Music NZ) | 19             |
| Países Baixos (Single Top 100)    | 95             |
| Singapura (RIAS)                  | 20             |

| Parada (2019)                                 | Posição |
| --------------------------------------------- | ------- |
| Austrália (ARIA)                              | 90      |
| Bélgica (Ultratop de Flandres)                | 88      |
| Canadá (Canadian Hot 100)                     | 96      |
| Parada (2020)                                 | Posição |
| Bélgica (Ultratop de Flandres)                | 95      |
| Canadá (Canadian Hot 100)                     | 95      |
| Estados Unidos (Billboard Adult Contemporary) | 29      |
| Estados Unidos (Billboard Adult Top 40)       | 25      |

## Certificações
| Região                                                        | Certificação | Vendas     |
| ------------------------------------------------------------- | ------------ | ---------- |
| Austrália (ARIA)                                              | 2× Platina   | 140.000‡   |
| Canadá (Music Canada)                                         | 3× Platina   | 240.000‡   |
| Dinamarca (IFPI Dinamarca)                                    | Ouro         | 45.000‡    |
| Estados Unidos (RIAA)                                         | 2× Platina   | 2.000.000‡ |
| Noruega (IFPI Noruega)                                        | Ouro         | 30.000‡    |
| Nova Zelândia (RMNZ)                                          | Ouro         | 15.000‡    |
| Nova Zelândia (RMNZ) Remix de Shawn Mendes                    | Ouro         | 15.000‡    |
| Polónia (ZPAV)                                                | Platina      | 20.000‡    |
| Portugal (AFP)                                                | Platina      | 10.000‡    |
| Reino Unido (BPI)                                             | Platina      | 600.000‡   |
| ‡ Vendas+valores de streaming baseados apenas na certificação |              |            |

## Histórico de lançamento
| Região         | Data                   | Formato(s)                            | Versão                | Gravadora | Ref.    |
| -------------- | ---------------------- | ------------------------------------- | --------------------- | --------- | ------- |
| Várias         | 16 de agosto de 2019   | Download digital streaming            | Original              | Republic  | [ 159 ] |
| Itália         | 6 de setembro de 2019  | Airplay                               | Original              | Universal | [ 160 ] |
| Estados Unidos | 7 de setembro de 2019  | Rádios pop rádios hot AC              | Original              | Republic  | [ 35 ]  |
| Várias         | 13 de novembro de 2019 | Download digital streaming            | Remix de Shawn Mendes | Republic  | [ 161 ] |
| Canadá         | 13 de novembro de 2019 | Rádios pop rádios AC                  | Remix de Shawn Mendes | Republic  | [ 162 ] |
| Itália         | 15 de novembro de 2019 | Airplay                               | Remix de Shawn Mendes | Universal | [ 163 ] |
| Várias         | 26 de novembro de 2019 | Download digital streaming            | First Dance Remix     | Republic  | [ 164 ] |
| Canadá         | 26 de novembro de 2019 | Rádios pop rádios dance rádios Hot AC | First Dance Remix     | Republic  | [ 165 ] |
| Várias         | 17 de maio de 2020     | Download digital streaming            | Ao vivo               | Republic  | [ 166 ] |